# Stadion Antonio Trenidat
Stadion Antonio Trenidat – wielofunkcyjny stadion w Rincon, na wyspie Bonaire. Jest obecnie używany głównie dla meczów piłki nożnej. Swoje mecze rozgrywają na nim drużyny piłkarskie SV Real Rincon i SV Vespo. Stadion może pomieścić 1500 osób.